# 엔도 아쓰시
엔도 아쓰시(일본어: 遠藤 淳志, 1999년 4월 8일~)는 일본의 프로 야구 선수이며, 현재 센트럴 리그인 히로시마 도요 카프의 소속 선수(투수)이다. 이바라키현 쓰치우라시 출신이다.

## 상세 정보

### 출신 학교
- 가스미가우라 고등학교

### 선수 경력
- 히로시마 도요 카프(2018년~)

### 개인 기록

#### 첫 기록(투수)
- 첫 등판: 2019년 6월 7일, 대 후쿠오카 소프트뱅크 호크스 1차전(MAZDA Zoom-Zoom 스타디움 히로시마), 7회초에 3번째 투수로서 구원 등판, 1이닝 무실점
- 첫 탈삼진: 상동, 7회초에 마사고 유스케로부터 헛스윙 삼진
- 첫 홀드: 2019년 7월 25일, 대 주니치 드래건스 17차전(MAZDA Zoom-Zoom 스타디움 히로시마), 7회초에 2번째 투수로서 구원 등판, 1이닝 무실점
- 첫 승리: 2019년 8월 21일, 대 도쿄 야쿠르트 스왈로스 19차전(MAZDA Zoom-Zoom 스타디움 히로시마), 8회초에 5번째 투수로서 구원 등판, 1이닝 무실점
- 첫 세이브: 2019년 8월 24일, 대 주니치 드래건스 19차전(나고야 돔), 10회말에 5번째 투수로서 구원 등판·마무리, 1이닝 무실점
- 첫 선발 등판: 2020년 6월 25일, 대 요미우리 자이언츠 3차전(도쿄 돔), 5이닝 3실점
- 첫 선발 승리: 2020년 7월 12일, 대 주니치 드래건스 6차전(나고야 돔), 6이닝 1실점 9탈삼진
- 첫 완투 승리: 2020년 8월 2일, 대 요미우리 자이언츠 9차전(도쿄 돔), 9이닝 2실점
- 첫 완봉 승리: 2023년 4월 6일, 대 한신 타이거스 2차전(MAZDA Zoom-Zoom 스타디움 히로시마), 5이닝 3피안타 4볼넷 3탈삼진 무실점 ※6회 강우 콜드[2]

#### 첫 기록(타격)
- 첫 타석: 2019년 7월 9일, 대 주니치 드래건스 13차전(나고야 돔), 4회초에 시미즈 다쓰야로부터 헛스윙 삼진
- 첫 안타: 2020년 6월 25일, 대 요미우리 자이언츠 3차전(도쿄 돔), 5회초에 사쿠라이 도시키로부터 3루 내야 안타
- 첫 타점: 2020년 8월 2일, 대 요미우리 자이언츠 9차전(도쿄 돔), 3회초에 오에 류세이로부터 중전 2점 적시타

### 등번호
- 66(2018년~)

### 연도별 투수 성적
| 연 도     | 소 속     | 등 판 | 선 발 | 완 투 | 완 봉 | 무 4 구 | 승 리 | 패 전 | 세 이 브 | 홀 드 | 승 률 | 타 자 | 이 닝 | 피 안 타 | 피 홈 런 | 볼 넷 | 고 4 | 몸 맞 | 탈 삼 진 | 폭 투 | 보 크 | 실 점 | 자 책 점 | 평 자 책 | W H I P |
| --------- | --------- | ----- | ----- | ----- | ----- | ------- | ----- | ----- | -------- | ----- | ----- | ----- | ----- | -------- | -------- | ----- | ---- | ----- | -------- | ----- | ----- | ----- | -------- | -------- | ------- |
| 2019년    | 히로시마  | 34    | 0     | 0     | 0     | 0       | 1     | 1     | 1        | 6     | .500  | 188   | 42.2  | 36       | 1        | 25    | 1    | 1     | 38       | 3     | 1     | 19    | 15       | 3.16     | 1.43    |
| 2020년    | 히로시마  | 19    | 19    | 2     | 0     | 1       | 5     | 6     | 0        | 0     | .455  | 464   | 107.0 | 90       | 13       | 52    | 2    | 4     | 97       | 2     | 1     | 53    | 46       | 3.87     | 1.33    |
| 2021년    | 히로시마  | 2     | 2     | 0     | 0     | 0       | 0     | 0     | 0        | 0     | ----  | 36    | 6.2   | 9        | 2        | 6     | 0    | 1     | 11       | 0     | 0     | 6     | 5        | 6.75     | 2.25    |
| 2022년    | 히로시마  | 20    | 17    | 0     | 0     | 0       | 4     | 7     | 0        | 0     | .364  | 434   | 105.1 | 104      | 17       | 18    | 1    | 3     | 78       | 0     | 0     | 47    | 42       | 3.59     | 1.16    |
| 2023년    | 히로시마  | 8     | 8     | 1     | 1     | 0       | 1     | 5     | 0        | 0     | .167  | 174   | 41.0  | 36       | 7        | 15    | 0    | 2     | 22       | 0     | 0     | 20    | 20       | 4.39     | 1.24    |
| 2024년    | 히로시마  | 3     | 0     | 0     | 0     | 0       | 0     | 0     | 0        | 0     | ----  | 17    | 4.0   | 5        | 0        | 3     | 0    | 0     | 0        | 0     | 0     | 2     | 2        | 4.50     | 2.00    |
| 통산: 6년 | 통산: 6년 | 86    | 46    | 3     | 1     | 1       | 11    | 19    | 1        | 6     | .367  | 1313  | 306.2 | 280      | 40       | 119   | 4    | 11    | 246      | 5     | 2     | 147   | 130      | 3.82     | 1.30    |

- 2024년 시즌 종료 기준.
- 굵은 글씨는 시즌 최고 성적.

### 연도별 수비 성적
| 연도 | 소속     | 투수  | 투수  | 투수  | 투수  | 투수  | 투수     |
| 연도 | 소속     | 경 기 | 척 살 | 보 살 | 실 책 | 병 살 | 수 비 율 |
| ---- | -------- | ----- | ----- | ----- | ----- | ----- | -------- |
| 2019 | 히로시마 | 34    | 1     | 5     | 0     | 0     | 1.000    |
| 2020 | 히로시마 | 19    | 4     | 13    | 0     | 0     | 1.000    |
| 2021 | 히로시마 | 2     | 0     | 0     | 1     | 0     | .000     |
| 2022 | 히로시마 | 20    | 8     | 11    | 1     | 1     | .950     |
| 2023 | 히로시마 | 8     | 3     | 2     | 0     | 0     | 1.000    |
| 2024 | 히로시마 | 3     | 0     | 0     | 0     | 0     | ----     |
| 통산 | 통산     | 86    | 16    | 31    | 2     | 1     | .959     |

- 2024년 시즌 종료 기준